# Таламона
Таламона (італ. Talamona) — муніципалітет в Італії, у регіоні Ломбардія, провінція Сондріо.
Таламона розташована на відстані близько 530 км на північний захід від Рима, 85 км на північний схід від Мілана, 20 км на захід від Сондріо.
Населення — 4722 особи (2014).
Щорічний фестиваль відбувається 8 вересня. Покровитель — Santa Maria.

## Демографія
Населення за роками:

Станом на 1 січня 2023 року в муніципалітеті офіційно проживало 136 іноземців з 31 країни, серед них 39 громадян країн Євросоюзу та 8 громадян України.

## Сусідні муніципалітети
- Альбаредо-пер-Сан-Марко
- Арденно
- Даціо
- Форкола
- Морбеньо
- Тартано